# کریدور کارتارپور
دالان کارتاپور یا کریدور کارتارپور گذرگاهی مرزی و راهرو و جاده امن و بدون نیاز به روادید است. این جاده اتصال ایالت Gurdwara و ایالت Darbar در مرز پاکستان و هند است.